# Trixter
Trixter es una banda de Glam metal formada en Paramus, Nueva Jersey, Estados Unidos en el año 1984.
Su primer disco titulado "Trixter" al igual que el nombre del grupo fue un éxito y canciones como "One in a Million", "Surrender" y "Give it To Me Good" aparecieron en la Billboard 200. Su segundo disco titulado "Hear" (1992) no tuvo tanto éxito. Se volvieron a reunir en el año 2008 para hacer una gira y grabar nuevos temas, de aquí salió un disco en directo el “Alive In Japan” y poco después un disco de grandes éxitos remasterizados por Steve Brown. 
En el año 2012, y después de otro parón, la banda regresa con un nuevo disco “New Audio Machine”, editado bajo el sello Frontiers Records, que salió a la venta el 20 de abril de 2012 en Europa y el 24 en Estados Unidos. En el año 2015 volvieron a editar un nuevo material, con el nombre de Human Era, que salió bajo el sello Italiano de Frontiers Records.  

## Miembros del grupo
- Peter Loran - vocal
- Steve Brown - guitarra
- P.J. Farley - bajo
- Mark "Gus" Scott - batería

## Discografía
- Trixter (1990)
- Hear! (1992)
- Undercovers (1994)
- Alive in Japan (2008, Mojo Vegas)
- Best Of Trixter (2009, Mojo Vegas)
- New Audio Machine (2012, Frontiers Records)
- Human Era (2015, Frontiers Records)